# Richard Chenevix (kemik)
Richard Chenevix, irski kemik, * 1774, † 5. april 1830, Pariz.
Chenevix je igral pomembno vlogo pri odkritju paladija, ki ga je sam opisal kot zmes živega srebra in platine; drugi so nato odkrili, da gre za nov element.

## Priznanja

### Nagrade
- Copleyjeva medalja (1801)